# بابنهايم
بابن‌هايم (بالألمانية: Pappenheim) هي مدينة و بلدة ألمانية تقع في ألمانيا في منطقة فايسنبورغ غونتسنهاوزن.

## أعلام
- إدوارد ميزجر